# Jorge Bendeck Olivella
Jorge Bendeck Olivella (* vor 1964 in Villanueva, Kolumbien) ist ein kolumbianischer Politiker und Diplomat.

## Leben
Er studierte Geologie an der Universidad Nacional de Colombia in Medellin. Ab 1964 war er als Geologe beim kolumbianischen Ölunternehmen Ecopetrol tätig. 1967/68 setzte er seine Ausbildung an der Universität Wien fort, wo er Palynologie belegte. Jorge Bendeck Olivella stieg bei Ecopetrol bis zum Vizepräsident für Exploration und Produktion auf.
1985 gründete er das Instituto Colombiano de Petróleo dessen erster Direktor er auch wurde. Außerdem übernahm er eine Professur an der Universidad de América in Bogota.
1992 wurde er für zwei Jahre, nach 28 Jahren bei Ecopetrol, Minister für Arbeit und Transport in der Regierung von César Gaviria. 1996 wurde er kolumbianischer Botschafter in Deutschland. 2005 übernahm er die Funktion des Präsidenten der für Biokraftstoffe engagierten Federación Nacional de Biocombustibles.
Jorge Bendeck Olivella ist auch als Autor aktiv, wobei er sich vor allem mit historischen Themen beschäftigt.

## Werke
- El galeón perdido, 2003